# Władysław Bednarczuk
Władysław Bednarczuk (ur. 1904 we Lwowie, zm. 1944 we Lwowie) – polski artysta fotograf, piktorialista. Członek rzeczywisty Lwowskiego Towarzystwa Fotograficznego. Członek Związku Pracowników Fotograficznych. Członek założyciel Koła Miłośników Fotografii przy Związku Pracowników Fotograficznych we Lwowie.

## Życiorys
Władysław Bednarczuk związany z lwowskim środowiskiem fotograficznym – mieszkał, pracował, fotografował we Lwowie. Związany z fotografią od lat dziecięcych – wówczas jako czeladnik rozpoczął naukę zawodu fotografa w zakładach fotograficznych we Lwowie oraz w Stanisławowie. W latach 1927–1928 był uczestnikiem kursu fotografii artystycznej, prowadzonego przez Henryka Mikolascha w gmachu Politechniki Lwowskiej. Miejsce szczególne w jego twórczości zajmowała fotografia piktorialna, w dużej części tworzona w technice bromowej, technice gumy oraz autorskiej technice Władysława Bednarczuka, nazwanej fotorytem.
Władysław Bednarczuk od 1928 roku uczestniczył w wielu krajowych i międzynarodowych wystawach fotografii artystycznej; w Polsce oraz za granicą (m.in. IV Międzynarodowy Salon Fotografiki w Wilnie – 1930, VII Międzynarodowy Salon Fotografiki w Poznaniu – 1934). Jego fotografie były wielokrotnie doceniane akceptacjami, medalami, nagrodami, dyplomami w wielu wystawach w Polsce i za granicą (m.in. brązowy medal na wystawie fotografii w Urugwaju, za fotografię zatytułowaną Konstrukcja, w 1932 roku). W 1936 roku był organizatorem Pierwszej Ogólnokrajowej Wystawy Fotografii Robotniczej w Miejskim Muzeum Przemysłu Artystycznego we Lwowie, w której udział wzięli pracownicy zakładów fotograficznych oraz robotnicy parający się fotografią amatorską. 
W 1937 roku Władysław Bednarczuk otworzył swój własny zakład fotograficzny we Lwowie, pod nazwą Pracownia Wartościowej Podobizny. 
Zginął tragicznie w 1944 roku w niewyjaśnionych okolicznościach - kiedy bronił mienia swojego zakładu fotograficznego przed grabieżą, jakiej dopuścili się Niemcy opuszczający Lwów. Wiele jego fotografii znajdowało się w zbiorach Polskiego Towarzystwa Fotograficznego – zostały zniszczone podczas powstania warszawskiego. Obecnie fotografie Władysława Bednarczuka znajdują się m.in. w zbiorach Muzeum Narodowego we Wrocławiu.